# Миноносцы типа «Крикет»
Миноносцы типа «Крикет» (англ. Cricket class torpedo boats) — серия британских миноносцев I класса периода 1900-х годов. Первоначально корабли этого типа классифицировались как «прибрежные эсминцы» (англ. coastal destroyers) и носили собственные названия, но в 1906 году были переклассифицированы в миноносцы с оставлением за ними лишь порядковых номеров. Всего было заказано три серии по 12 миноносцев типа «Крикет», в конце 1905 года, ноябре 1906 года и сентябре 1907 года, построенных в 1906—1909 годах. Миноносцы строились рядом фирм и, хотя были идентичны по основным характеристикам, имели заметные отличия между собой.
Миноносцы типа «Крикет» пользовались популярностью во флоте, однако имели слишком лёгкую конструкцию корпуса и недостаточные размеры для роли полноценных океанских кораблей. Помимо этого, размеры этих миноносцев затрудняли использование даже их сравнительно лёгкого вооружения. В годы Первой мировой войны миноносцы типа «Крикет» использовались в патрульных флотилиях на Северном море; три из кораблей при этом были потеряны от подрыва на минах, ещё три — в результате столкновений. После окончания войны все остававшиеся в строю миноносцы этого типа были сняты с вооружения и проданы на слом в 1919—1922 годах.

## Конструкция
Внешне и конструктивно они повторяли своих «160-футовых» предшественников, но отличались принципиально новой силовой установкой. Паровые машины уступили место турбинам, угольные котлы — нефтяным.
Водоизмещение миноносца в нормальном грузу составляло 225 тонн, длина по ватерлинии 53,3 м, ширина 5,3 м, осадка 1,8 м. Вооружение состояло из трёх поворотных палубных торпедных аппаратов и двух 76-мм пушек и было гораздо сильнее, чем три 47-мм пушки Гочкиса на предыдущих миноносцах.

## Представители
| Название                                | Верфь           | Закладка | Спуск на воду    | Вступление в строй | Судьба                                |
| --------------------------------------- | --------------- | -------- | ---------------- | ------------------ | ------------------------------------- |
| «Крикет» Cricket с 1906 — TB 1          | J. S. White     |          | 23 января 1906   |                    | продан на слом в 1920                 |
| «Дрэгонфлай» Dragonfly с 1906 — TB 2    | J. S. White     |          | 11 марта 1906    |                    | продан на слом в 1920                 |
| «Фаерфлай» Firefly с 1906 — TB 3        | J. S. White     |          | 1 сентября 1906  |                    | продан на слом в 1920                 |
| «Сэндфлай» Sandfly с 1906 — TB 4        | J. S. White     |          | 30 октября 1906  |                    | продан на слом в 1920                 |
| «Спайдер» Spider с 1906 — TB 5          | J. S. White     |          | 15 декабря 1906  |                    | продан на слом в 1920                 |
| «Гэдфлай» Gadfly с 1906 — TB 6          | Thornycroft     |          | 24 июня 1906     |                    | продан на слом в 1920                 |
| «Глоуворм» Glowworm с 1906 — TB 7       | Thornycroft     |          | 20 декабря 1906  |                    | продан на слом в 1921                 |
| «Нэт» Gnat с 1906 — TB 8                | Thornycroft     |          | 1 декабря 1906   |                    | продан на слом в 1921                 |
| «Грассхоппер» Grasshopper с 1906 — TB 9 | Thornycroft     |          | 18 марта 1907    |                    | затонул в столкновении 10 июня 1916   |
| «Гринфлай» Greenfly с 1906 — TB 10      | Thornycroft     |          | 15 февраля 1907  |                    | подорвался на мине 10 июня 1916       |
| «Мэйфлай» Mayfly с 1906 — TB 11         | Yarrow          |          | 29 января 1907   |                    | подорвался на мине 7 марта 1916       |
| «Мот» Moth с 1906 — TB 12               | Yarrow          |          | 15 марта 1907    |                    | подорвался на мине 10 июня 1916       |
| TB 13                                   | J. S. White     |          | 10 июля 1907     |                    | затонул в столкновении 26 января 1916 |
| TB 14                                   | J. S. White     |          | 26 сентября 1907 |                    | продан на слом в 1920                 |
| TB 15                                   | J. S. White     |          | 19 ноября 1907   |                    | продан на слом в 1920                 |
| TB 16                                   | J. S. White     |          | 23 декабря 1907  |                    | продан на слом в 1920                 |
| TB 17                                   | Denny           |          | 21 декабря 1907  |                    | продан на слом в 1919                 |
| TB 18                                   | Denny           |          | 15 февраля 1908  |                    | продан на слом в 1920                 |
| TB 19                                   | Thornycroft     |          | 7 декабря 1907   |                    | продан на слом в 1921                 |
| TB 20                                   | Thornycroft     |          | 21 января 1908   |                    | продан на слом в 1921                 |
| TB 21                                   | Hawthorn Leslie |          | 20 декабря 1907  |                    | продан на слом в 1920                 |
| TB 22                                   | Hawthorn Leslie |          | 1 февраля 1908   |                    | продан на слом в 1920                 |
| TB 23                                   | Yarrow          |          | 5 декабря 1907   |                    | продан на слом в 1921                 |
| TB 24                                   | Palmer          |          | 19 марта 1908    |                    | затонул в столкновении 28 января 1917 |
| TB 25                                   | J. S. White     |          | 28 августа 1908  |                    | продан на слом в 1921                 |
| TB 26                                   | J. S. White     |          | 28 августа 1908  |                    | продан на слом в 1921                 |
| TB 27                                   | J. S. White     |          | 29 сентября 1908 |                    | продан на слом в 1921                 |
| TB 28                                   | J. S. White     |          | 29 октября 1908  |                    | продан на слом в 1921                 |
| TB 29                                   | Denny           |          | 29 сентября 1908 |                    | продан на слом в 1919                 |
| TB 30                                   | Denny           |          | 29 сентября 1908 |                    | продан на слом в 1919                 |
| TB 31                                   | Thornycroft     |          | 10 октября 1908  |                    | продан на слом в 1921                 |
| TB 32                                   | Thornycroft     |          | 23 ноября 1908   |                    | продан на слом в 1921                 |
| TB 33                                   | Hawthorn Leslie |          | 22 февраля 1909  |                    | продан на слом в 1922                 |
| TB 34                                   | Hawthorn Leslie |          | 22 февраля 1909  |                    | продан на слом в 1921                 |
| TB 35                                   | Palmer          |          | 19 апреля 1909   |                    | продан на слом в 1922                 |
| TB 36                                   | Palmer          |          | 6 мая 1909       |                    | продан на слом в 1921                 |